# 姜村镇
姜村镇，是中华人民共和国陕西省咸陽市乾县下辖的一个乡镇级行政单位。

## 行政区划
姜村镇下辖以下地区：
姜村、康家村、蒲家村、田西村、田双东村、白落村、小田村、田晁村、杨定村、神坊村和双羊村。